# Marmara auratella
Marmara auratella là một loài bướm đêm thuộc họ Gracillariidae. Nó được tìm thấy ở Hoa Kỳ (Ohio và Maine).
Ấu trùng ăn cá loài Dahlia và Rudbeckia laciniata.